# Gran Premio motociclistico d'Olanda 2008
Il Gran Premio motociclistico d'Olanda 2008 corso il 28 giugno, è stato il nono Gran Premio della stagione 2008 e ha visto vincere: la Ducati di Casey Stoner in MotoGP, Álvaro Bautista nella classe 250 e Gábor Talmácsi nella classe 125.
Come già accaduto in precedenza nella stagione (in occasione del Gran Premio di Francia) la giornata di gara è stata disturbata dalle cattive condizioni atmosferiche, che hanno fatto sì che la gara della classe 125 fosse, per forza di cose, interrotta e poi ripresa in un secondo tempo. Le altre gare della giornata non sono state invece influenzate dal maltempo.

## MotoGP

### Qualifiche
| Pos | Nº | Pilota           | Moto     | Tempo       | Distacco |
| --- | -- | ---------------- | -------- | ----------- | -------- |
| 1   | 1  | Casey Stoner     | Ducati   | 1'35.520    |          |
| 2   | 2  | Daniel Pedrosa   | Honda    | 1'35.552    | 0.032    |
| 3   | 46 | Valentino Rossi  | Yamaha   | 1'35.659    | 0.139    |
| 4   | 69 | Nicky Hayden     | Honda    | 1'35.975    | 0.455    |
| 5   | 14 | Randy de Puniet  | Honda    | 1'35.985    | 0.465    |
| 6   | 5  | Colin Edwards    | Yamaha   | 1'36.278    | 0.758    |
| 7   | 48 | Jorge Lorenzo    | Yamaha   | 1'36.532    | 1.012    |
| 8   | 7  | Chris Vermeulen  | Suzuki   | 1'36.768    | 1.248    |
| 9   | 56 | Shin'ya Nakano   | Honda    | 1'36.804    | 1.284    |
| 10  | 50 | Sylvain Guintoli | Ducati   | 1'36.823    | 1.303    |
| 11  | 4  | Andrea Dovizioso | Honda    | 1'36.899    | 1.379    |
| 12  | 15 | Alex De Angelis  | Honda    | 1'36.948    | 1.428    |
| 13  | 52 | James Toseland   | Yamaha   | 1'36.978    | 1.458    |
| 14  | 24 | Toni Elías       | Ducati   | 1'37.287    | 1.767    |
| 15  | 21 | John Hopkins     | Kawasaki | 1'37.643    | 2.123    |
| 16  | 13 | Anthony West     | Kawasaki | 1'37.793    | 2.273    |
| 17  | 33 | Marco Melandri   | Ducati   | 1'38.726    | 3.206    |
|     | 65 | Loris Capirossi  | Suzuki   | senza tempo | -        |

### Gara

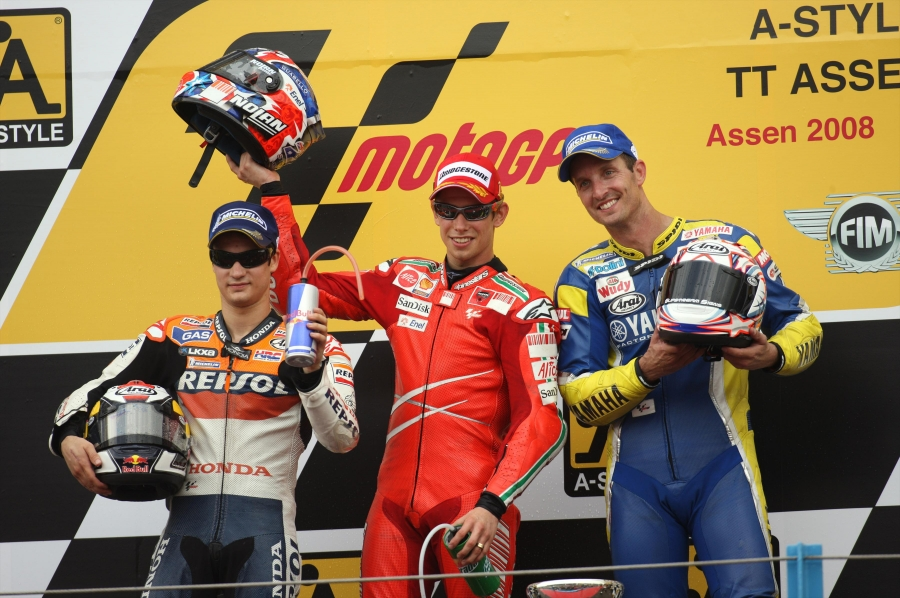
Pedrosa, Stoner e Edwards, sul palco di premiazione del podio dopo aver concluso in seconda, prima e terza posizione la gara della classe MotoGP

Nella gara di questa classe hanno preso il via 16 piloti a causa degli incidenti occorsi durante le prove a John Hopkins e Loris Capirossi; le loro condizioni fisiche hanno impedito la loro partecipazione al GP.
Durante il primo giro una caduta ha coinvolto Valentino Rossi e Randy de Puniet; mentre il secondo ha dovuto abbandonare, Rossi è riuscito a rimettere in pista la sua motocicletta concludendo poi all'undicesimo posto.

#### Arrivati al traguardo
| Pos | Nº | Pilota           | Squadra                 | Motocicletta | Giri | Tempo     | Griglia | Punti |
| --- | -- | ---------------- | ----------------------- | ------------ | ---- | --------- | ------- | ----- |
| 1   | 1  | Casey Stoner     | Ducati Marlboro         | Ducati       | 26   | 42:12.337 | 1       | 25    |
| 2   | 2  | Daniel Pedrosa   | Repsol Honda            | Honda        | 26   | +11.310   | 2       | 20    |
| 3   | 5  | Colin Edwards    | Tech 3 Yamaha           | Yamaha       | 26   | +17.125   | 6       | 16    |
| 4   | 69 | Nicky Hayden     | Repsol Honda            | Honda        | 26   | +20.477   | 4       | 13    |
| 5   | 4  | Andrea Dovizioso | JiR Team Scot           | Honda        | 26   | +27.346   | 11      | 11    |
| 6   | 48 | Jorge Lorenzo    | Fiat Yamaha             | Yamaha       | 26   | +28.608   | 7       | 10    |
| 7   | 7  | Chris Vermeulen  | Rizla Suzuki            | Suzuki       | 26   | +32.330   | 8       | 9     |
| 8   | 56 | Shin'ya Nakano   | San Carlo Honda Gresini | Honda        | 26   | +34.892   | 9       | 8     |
| 9   | 52 | James Toseland   | Tech 3 Yamaha           | Yamaha       | 26   | +38.566   | 13      | 7     |
| 10  | 50 | Sylvain Guintoli | Alice Team              | Ducati       | 26   | +38.817   | 10      | 6     |
| 11  | 46 | Valentino Rossi  | Fiat Yamaha             | Yamaha       | 26   | +46.025   | 3       | 5     |
| 12  | 24 | Toni Elías       | Alice Team              | Ducati       | 26   | +48.213   | 14      | 4     |
| 13  | 33 | Marco Melandri   | Ducati Marlboro         | Ducati       | 26   | +59.594   | 17      | 3     |

#### Ritirati
| Nº | Pilota          | Squadra                 | Motocicletta | Giri | Griglia |
| -- | --------------- | ----------------------- | ------------ | ---- | ------- |
| 13 | Anthony West    | Kawasaki Racing         | Kawasaki     | 7    | 16      |
| 15 | Alex De Angelis | San Carlo Honda Gresini | Honda        | 0    | 12      |
| 14 | Randy de Puniet | LCR Honda               | Honda        | 0    | 5       |

#### Non partito
| Nº | Pilota       | Squadra         | Motocicletta | Griglia |
| -- | ------------ | --------------- | ------------ | ------- |
| 21 | John Hopkins | Kawasaki Racing | Kawasaki     | 15      |

## Classe 250

### Arrivati al traguardo
| Pos | Nº | Pilota              | Squadra                    | Motocicletta | Giri | Tempo     | Griglia | Punti |
| --- | -- | ------------------- | -------------------------- | ------------ | ---- | --------- | ------- | ----- |
| 1   | 19 | Álvaro Bautista     | Mapfre Aspar               | Aprilia      | 24   | 40:54.117 | 1       | 25    |
| 2   | 12 | Thomas Lüthi        | Emmi - Caffe Latte         | Aprilia      | 24   | +4.597    | 6       | 20    |
| 3   | 58 | Marco Simoncelli    | Metis Gilera               | Gilera       | 24   | +6.003    | 3       | 16    |
| 4   | 6  | Alex Debón          | Lotus Aprilia              | Aprilia      | 24   | +9.034    | 4       | 13    |
| 5   | 21 | Héctor Barberá      | Toth Aprilia               | Aprilia      | 24   | +9.079    | 2       | 11    |
| 6   | 4  | Hiroshi Aoyama      | Red Bull KTM               | KTM          | 24   | +11.515   | 13      | 10    |
| 7   | 36 | Mika Kallio         | Red Bull KTM               | KTM          | 24   | +12.874   | 11      | 9     |
| 8   | 72 | Yūki Takahashi      | JiR Team Scot              | Honda        | 24   | +13.622   | 10      | 8     |
| 9   | 15 | Roberto Locatelli   | Metis Gilera               | Gilera       | 24   | +21.168   | 9       | 7     |
| 10  | 60 | Julián Simón        | Repsol KTM                 | KTM          | 24   | +28.789   | 7       | 6     |
| 11  | 55 | Héctor Faubel       | Mapfre Aspar               | Aprilia      | 24   | +37.607   | 15      | 5     |
| 12  | 14 | Ratthapark Wilairot | Thai Honda PTT SAG         | Honda        | 24   | +37.741   | 17      | 4     |
| 13  | 32 | Fabrizio Lai        | Campetella Racing          | Gilera       | 24   | +38.729   | 12      | 3     |
| 14  | 25 | Alex Baldolini      | Matteoni Racing            | Aprilia      | 24   | +39.165   | 19      | 2     |
| 15  | 52 | Lukáš Pešek         | Auto Kelly - CP            | Aprilia      | 24   | +43.037   | 8       | 1     |
| 16  | 50 | Eugene Laverty      | Blusens Aprilia            | Aprilia      | 24   | +54.171   | 20      |       |
| 17  | 41 | Aleix Espargaró     | Lotus Aprilia              | Aprilia      | 24   | +54.334   | 5       |       |
| 18  | 64 | Frederik Watz       | Jaap Kingma Racing         | Aprilia      | 24   | +1:24.430 | 22      |       |
| 19  | 45 | Doni Tata Pradita   | Yamaha Pertamina Indonesia | Yamaha       | 23   | +1 giro   | 24      |       |
| 20  | 10 | Imre Tóth           | Toth Aprilia               | Aprilia      | 23   | +1 giro   | 21      |       |

### Ritirati
| Nº | Pilota          | Squadra           | Motocicletta | Giri | Griglia |
| -- | --------------- | ----------------- | ------------ | ---- | ------- |
| 54 | Manuel Poggiali | Campetella Racing | Gilera       | 17   | 16      |
| 75 | Mattia Pasini   | Polaris World     | Aprilia      | 11   | 14      |
| 7  | Russell Gómez   | Blusens Aprilia   | Aprilia      | 0    | 23      |

### Non partito
| Nº | Pilota        | Squadra               | Motocicletta | Griglia |
| -- | ------------- | --------------------- | ------------ | ------- |
| 17 | Karel Abraham | Cardion AB Motoracing | Aprilia      | 18      |

## Classe 125
La gara della classe 125 è stata interrotta dopo 9 giri a causa della pioggia; è ripartita per 5 giri, con la griglia di partenza determinata dall'ordine di arrivo della prima parte di gara. La seconda parte di gara ha determinato il risultato finale.

### Arrivati al traguardo
| Pos | Nº | Pilota               | Squadra                      | Motocicletta | Giri | Tempo    | Griglia | Punti |
| --- | -- | -------------------- | ---------------------------- | ------------ | ---- | -------- | ------- | ----- |
| 1   | 1  | Gábor Talmácsi       | Bancaja Aspar                | Aprilia      | 5    | 9:04.520 | 13      | 25    |
| 2   | 6  | Joan Olivé           | Belson Derbi                 | Derbi        | 5    | +0.128   | 3       | 20    |
| 3   | 24 | Simone Corsi         | Jack & Jones WRB             | Aprilia      | 5    | +0.255   | 1       | 16    |
| 4   | 11 | Sandro Cortese       | Emmi - Caffe Latte           | Aprilia      | 5    | +0.340   | 5       | 13    |
| 5   | 38 | Bradley Smith        | Polaris World                | Aprilia      | 5    | +0.425   | 2       | 11    |
| 6   | 12 | Esteve Rabat         | Repsol KTM                   | KTM          | 5    | +0.568   | 15      | 10    |
| 7   | 63 | Mike Di Meglio       | Ajo Motorsport               | Derbi        | 5    | +0.846   | 4       | 9     |
| 8   | 29 | Andrea Iannone       | I.C. Team                    | Aprilia      | 5    | +0.928   | 23      | 8     |
| 9   | 18 | Nicolás Terol        | Jack & Jones WRB             | Aprilia      | 5    | +1.438   | 8       | 7     |
| 10  | 35 | Raffaele De Rosa     | Onde 2000 KTM                | KTM          | 5    | +2.554   | 7       | 6     |
| 11  | 27 | Stefano Bianco       | S3+ WTR San Marino           | Aprilia      | 5    | +2.829   | 14      | 5     |
| 12  | 17 | Stefan Bradl         | Grizzly Gas Kiefer Racing    | Aprilia      | 5    | +3.021   | 10      | 4     |
| 13  | 71 | Tomoyoshi Koyama     | ISPA KTM Aran                | KTM          | 5    | +3.201   | 17      | 3     |
| 14  | 60 | Michael Ranseder     | I.C. Team                    | Aprilia      | 5    | +3.600   | 21      | 2     |
| 15  | 56 | Hugo van den Berg    | Degraaf Grand Prix           | Aprilia      | 5    | +4.547   | 25      | 1     |
| 16  | 77 | Dominique Aegerter   | Ajo Motorsport               | Derbi        | 5    | +4.592   | 12      |       |
| 17  | 51 | Stevie Bonsey        | Degraaf Grand Prix           | Aprilia      | 5    | +4.819   | 16      |       |
| 18  | 16 | Jules Cluzel         | Loncin Racing                | Loncin       | 5    | +10.548  | 27      |       |
| 19  | 34 | Randy Krummenacher   | Red Bull KTM                 | KTM          | 5    | +10.643  | 11      |       |
| 20  | 22 | Pablo Nieto          | Onde 2000 KTM                | KTM          | 5    | +10.849  | 20      |       |
| 21  | 30 | Pere Tutusaus        | Bancaja Aspar                | Aprilia      | 5    | +11.094  | 24      |       |
| 22  | 21 | Robin Lässer         | Grizzly Gas Kiefer Racing    | Aprilia      | 5    | +11.854  | 33      |       |
| 23  | 5  | Alexis Masbou        | Loncin Racing                | Loncin       | 5    | +13.716  | 29      |       |
| 24  | 69 | Louis Rossi          | FFM Honda GP 125             | Honda        | 5    | +13.828  | 34      |       |
| 25  | 95 | Robert Mureșan       | Grizzly Gas Kiefer Racing    | Aprilia      | 5    | +16.155  | 30      |       |
| 26  | 82 | Michael van der Mark | Dutch Racing                 | Honda        | 5    | +18.201  | 32      |       |
| 27  | 84 | Robert Gull          | Ajo Motorsports Jnr. Project | Derbi        | 5    | +25.692  | 37      |       |
| 28  | 81 | Jasper Iwema         | Abbink Bos Racing            | Seel         | 5    | +29.208  | 36      |       |
| 29  | 89 | Ernst Dubbink        | RV Racing                    | Honda        | 5    | +29.949  | 35      |       |
| 30  | 83 | Jerry van de Bunt    | Degraaf Grand Prix           | Aprilia      | 5    | +36.419  | 38      |       |

### Ritirati
| Nº | Pilota           | Squadra       | Motocicletta | Giri | Griglia |
| -- | ---------------- | ------------- | ------------ | ---- | ------- |
| 73 | Takaaki Nakagami | I.C. Team     | Aprilia      | 3    | 26      |
| 8  | Lorenzo Zanetti  | ISPA KTM Aran | KTM          | 3    | 19      |

### Non ripartiti
| Nº | Pilota              | Squadra                | Motocicletta | Griglia |
| -- | ------------------- | ---------------------- | ------------ | ------- |
| 45 | Scott Redding       | Blusens Aprilia Junior | Aprilia      | 6       |
| 19 | Roberto Lacalendola | Matteoni Racing        | Aprilia      | 31      |
| 93 | Marc Márquez        | Repsol KTM             | KTM          | 18      |
| 7  | Efrén Vázquez       | Blusens Aprilia Junior | Aprilia      | 22      |

### Ritirati nella prima parte di gara
| Nº | Pilota       | Squadra           | Motocicletta | Giri | Griglia |
| -- | ------------ | ----------------- | ------------ | ---- | ------- |
| 33 | Sergio Gadea | Bancaja Aspar     | Aprilia      | 3    | 9       |
| 80 | Joey Litjens | Abbink Bos Racing | Seel         | 0    | 28      |